# Phulia
Phulia è una suddivisione dell'India, classificata come census town, di 50.254 abitanti, situata nel distretto di Nadia, nello stato federato del Bengala Occidentale. In base al numero di abitanti la città rientra nella classe II (da 50.000 a 99.999 persone).

## Geografia fisica
La città è situata a 23° 14' 13 N e 88° 29' 55 E.

## Società

### Evoluzione demografica
Al censimento del 2001 la popolazione di Phulia assommava a 50.254 persone, delle quali 26.094 maschi e 24.160 femmine. I bambini di età inferiore o uguale ai sei anni assommavano a 5.560, dei quali 2.798 maschi e 2.762 femmine. Infine, coloro che erano in grado di saper almeno leggere e scrivere erano 34.212, dei quali 19.322 maschi e 14.890 femmine.